# Canal generalista
Un canal generalista és un canal de televisió o emissora de ràdio que té una programació variada, amb continguts diversos: informatius, esports, cultura, concursos, humor, musicals, etc. Es diferencia dels canals especialitzats, que només tracten un tema.

## Història
En un principi la majoria de les emissores de ràdio eren generalistes, basant la seva programació sobretot en els informatius, que es deien "diaris parlats" perquè el que feia el locutor era llegir els diaris del dia davant el micròfon. Però ben aviat van sorgir emissores majoritàriament musicals, en què els informatius eren molt reduïts. Les ràdios musicals van anar fent-se un lloc fins a convertir-se en una bona part de les emissores més escoltades. Durant molts anys aquests dos tipus, generalistes o musicals (en van anar apareixent amb diferents estils musicals: clàssica, melòdica, moderna...) van ocupar la majoria de dials. Més recentment han aparegut emissores especialitzades en altres temes, com per exemple la informació. A Catalunya va aparèixer l'emissora Catalunya Informació (de la Corporació Catalana de Mitjans Audiovisuals), que actualment ha aconseguit fer-se una audiència fidel. També de la Corporació va aparèixer Catalunya Cultura, especialitzada en temes culturals.
En l'actualitat els oients de la ràdio tradicional es reparteixen entre les emissores generalistes, que continuen tenint més audiència, i les ràdios musicals, alguna de clàssica i la majoria de pop, rock i derivats.